# Anne d'Halluin
Anne, duchesse d'Halluin (parfois orthographié Hallwin), qui mourut en 1641, était issue d'une illustre maison originaire de Flandres. Le duc de Saint-Simon parle d'elle dans ses Mémoires, à propos d'une situation originale, qui illustre un point de droit nobiliaire. En effet, selon le droit nobiliaire français, il ne peut y avoir deux titres identiques portés avec un même nom de terre. En d'autres termes, il ne peut y avoir deux ducs de X ou deux barons de Y. Il convient d'attendre la mort du titulaire pour que l'héritier porte à son tour le titre. Mais Anne va, à son corps défendant, créer une situation assez inédite,.

## Mariages successifs de la duchesse
Comme héritière de sa maison, elle hérite du duché de son grand-père (son père, Florimond d'Halluin, marquis de Piennes et de Maignelais, étant mort avant son propre père). Elle prit pour premier mari Henri de Nogaret de La Valette, comte de Candale, qui devint donc duc et pair d'Halluin par son mariage. Le voilà reçu au Parlement en tant que pair de France.
Mais « ces époux s'étant brouillés, et n'ayant point d'enfants, ils s'étaient accordés à faire casser leur mariage », selon les termes même de Saint-Simon. Or, Anne va prendre un second mari, le maréchal Charles de Schomberg, et là les choses se corsent.

## Conséquences du remariage selon le droit nobiliaire
Le nouveau mari ayant logiquement droit de porter le titre de duc et pair d'Halluin, et d'administrer le duché, par son mariage. Le premier mari conservait pourtant le titre et les prérogatives de duc d'Halluin, car, comme le dit Saint-Simon : « les rangs et les honneurs acquis par titre ne se perdent point ». Voilà donc deux ducs d'Halluin vivants. Comme la préséance entre les ducs était liée à leur ancienneté, le premier duc d'Halluin (le Nogaret) eut le pas sur le second à la Cour et aux cérémonies où ils se trouvaient ensemble.

## Conséquences au Parlement
Plus curieux : au Parlement, c'est le premier des deux ducs d'Halluin arrivé qui prenait place, car le Parlement ne reconnait qu'un seul titulaire. L'autre, venant après se voyait abordé par le Premier Huissier, qui l'informait que le duc d'Halluin siégeait, ce qui suffisait à lui faire entendre raison. Il n'y eut, semble-t-il, jamais de difficulté ni éclat déplacé en cette affaire complexe d'étiquette.
La duchesse Anne d'Halluin n'eut pas d'enfants de ses deux époux. Après son décès, Charles de Schomberg épouse Marie de Hautefort en 1646.